# همام بن منبه
همام بن منبه  (660 - 750 ) أبو عقبة همام بن منبه بن كامل بن سيج (وقيل: شيج - بشين معجمة وجيم) اليماني الصنعاني الأبناوي. من ثقات التابعين، صاحب أقدم تأليف في الحديث النبوي.

## نسبه وحياته
همام بن منبه بن كامل بن سيج بن سحسار من أبناء فارس، وهو أخو وهب، وكان أكبر من وهب سنا، وهم إخوة خمسة: وهب، وهمام، وغيلان، وعقيل، ومعقل.
قال أحمد بن حنبل عن غوث بن جابر بن غيلان بن منبه: كان غيلان أصغرهم.
وقال غوث: مات وهب، ثم معقل، ثم غيلان، ثم همام آخرهم.
أصل منبه من خراسان، من أهل هراة، أخرجه كسرى من هراة إلى اليمن، فأسلم في عهد النبي  ﷺ، وحسن إسلامه، فسكن ولده باليمن.
أباه منبها فيمن أرسلهم لأخذ اليمن فأسلم في حياة النبي ﷺ. وصاحب تلك الصحيفة الصحيحة التي كتبها عن أبي هريرة وهي نحو من مئة وأربعين حديثا حدث بها عنه معمر بن راشد وقد حفظ أيضا عن معاوية وابن عباس وطائفة.
وحدث عنه أخوه وهب صاحب القصص ومات قبله بزمان وابن أخيه عقيل بن معقل وعلي بن الحسن بن أنس الصنعاني وثقه يحيى بن معين وغيره قال أحمد بن حنبل كان يغزو وكان يشتري الكتب لأخيه فجالس أبا هريرة بالمدينة وعاش حتى أدرك ظهور المسودة وسقط حاجباه على عينيه من الكبر قال سفيان بن عيينة كنت أتوقع قدوم همام مع الحجاج عشر سنين قال الميموني سمعت أحمد بن حنبل يقول في صحيفة همام أدركه معمر أيام السودان فقرأ عليه همام حتى إذا مل أخذ معمر فقرأ عليه الباقي وعبد الرزاق لم يكن يعرف ما قرئ عليه مما قرأه هو وهي نحو من مئة وأربعين حديثا قلت لو كان أحد سمعها من همام كما عاش همام بعد أبي هريرة بضعا وسبعين سنة لعاش إلى سنة بضع ومئتين وما رأينا من روى الصحيفة عن همام إلا معمر وجميع ما عاش بعده نيفا وعشرين سنة قال البخاري قال علي سألت رجلا لقي هماما عن موته فقال سنة ثنتين وثلاثين ومئة أخبرنا أبو الفداء إسماعيل بن عبد الرحمن المعدل أنبأنا أبو محمد عبد الله بن أحمد المقدسي أنبأنا أبو الفتح محمد بن عبد الباقي أنبأنا أبو الحسن علي بن محمد بن محمد الأنباري أنبأنا علي بن محمد المعدل أنبأنا إسماعيل بن محمد أنبأنا أحمد بن منصور الرمادي حدثنا عبد الرزاق أنبأنا معمر عن همام بن منبه عن أبي هريرة قال قال رسول الله ذروني ما تركتكم فإنما هلك الذين من قبلكم بكثرة سؤالهم واختلافهم على أنبيائهم فإذا نهيتكم عن شيء فاجتنبوه وإذا أمرتكم بشيء فأتوا منه ما استطعتم قال عبد الرزاق أنبأنا أبي وغيره أن همام بن منبه قعد إلى ابن الزبير وكان رجل بنجران من الأبناء يعظمونه يقال له حنش لم يكن له لحية فقال له رجل من قريش من أنت قال من أهل اليمن قال ما فعلت عجوزكم يريد حنشا قال همام عجوزنا أسلمت مع سليمان لله رب العالمين وعجوزكم حمالة الحطب فبهت القرشي فقال له ابن الزبير أما تدري من كلمت لم تعرضت بابن منبه رواها إسحاق الكوسج عنه.

## تلاميذه
عقيل بن معقل بن منبه. 
علي بن الحسن بن أتش. 
معمر بن راشد. 
وهب بن منبه.

## شيوخه
عبد الله بن الزبير. 
عبد الله بن عباس. 
عبد الله بن عمر بن الخطاب. 
معاوية بن أبي سفيان. 
أبو هريرة.